# Максим Фадејев
Максим Александрович Фадејев (рус. Макси́м Алекса́ндрович Фаде́ев; Курган, 6. мај 1968) је познати руски продуцент, певач и музичар, као и менаџер женске групе Серебро.
2002. године, Фадејев почиње са уређивањем сопствене емисије, Фабрика звезда. У тој емисији, Фадејев је откривао нове таленте и од њих стварао звезде. Једне од учесника у овој емисији биле су и Јулија Савичева и Јелена Темникова. Савичева је била руска представница на Песми Евровизије 2004. и освојила 11. место. Темникова је од 2006. чланица групе Серебро, која је представљала Русију на Евровизији 2007, а освојиле су 3. место.
Тренутно, његова главна преокупација је група Серебро.